# Encentrum uncinatum
Encentrum uncinatum is een raderdiertjessoort uit de familie Dicranophoridae. De wetenschappelijke naam van deze soort is voor het eerst geldig gepubliceerd in 1886 door Milne.